# Thelohanellus
Thelohanellus là một chi động vật thân nhớt thuộc họ Myxobolidae..

## Loài
- Thelohanellus arii Kpatcha, Diebakate, Faye & Toguebaye, 1995 [1]
- Thelohanellus pyriformis (Thelohan, 1892)[1]
- Thelohanellus kitauei Egusa & Nakajima, 1981[2]